# Chanteix
Chanteix – miejscowość i gmina we Francji, w regionie Nowa Akwitania, w departamencie Corrèze.
Według danych na rok 1999 gminę zamieszkiwało 517 osób, a gęstość zaludnienia wynosiła 26 osób/km² (wśród 747 gmin Limousin Chanteix plasuje się na 248. miejscu pod względem liczby ludności, natomiast pod względem powierzchni na miejscu 357.).

## Populacja

Populacja Chanteix w latach 1962–2008